# M41 (Fernstraße)
Die M41 ist eine Fernstraße in Kirgisistan und Tadschikistan. Das Teilstück von Karabalta nach Osch ist Teil der Europastraße 010, ab Osch ist sie dann Teil der Europastraße 007. Sie ist größtenteils asphaltiert. Der Abschnitt von Osch nach Chorugh (Pamir Highway) ist 1252 km lang.

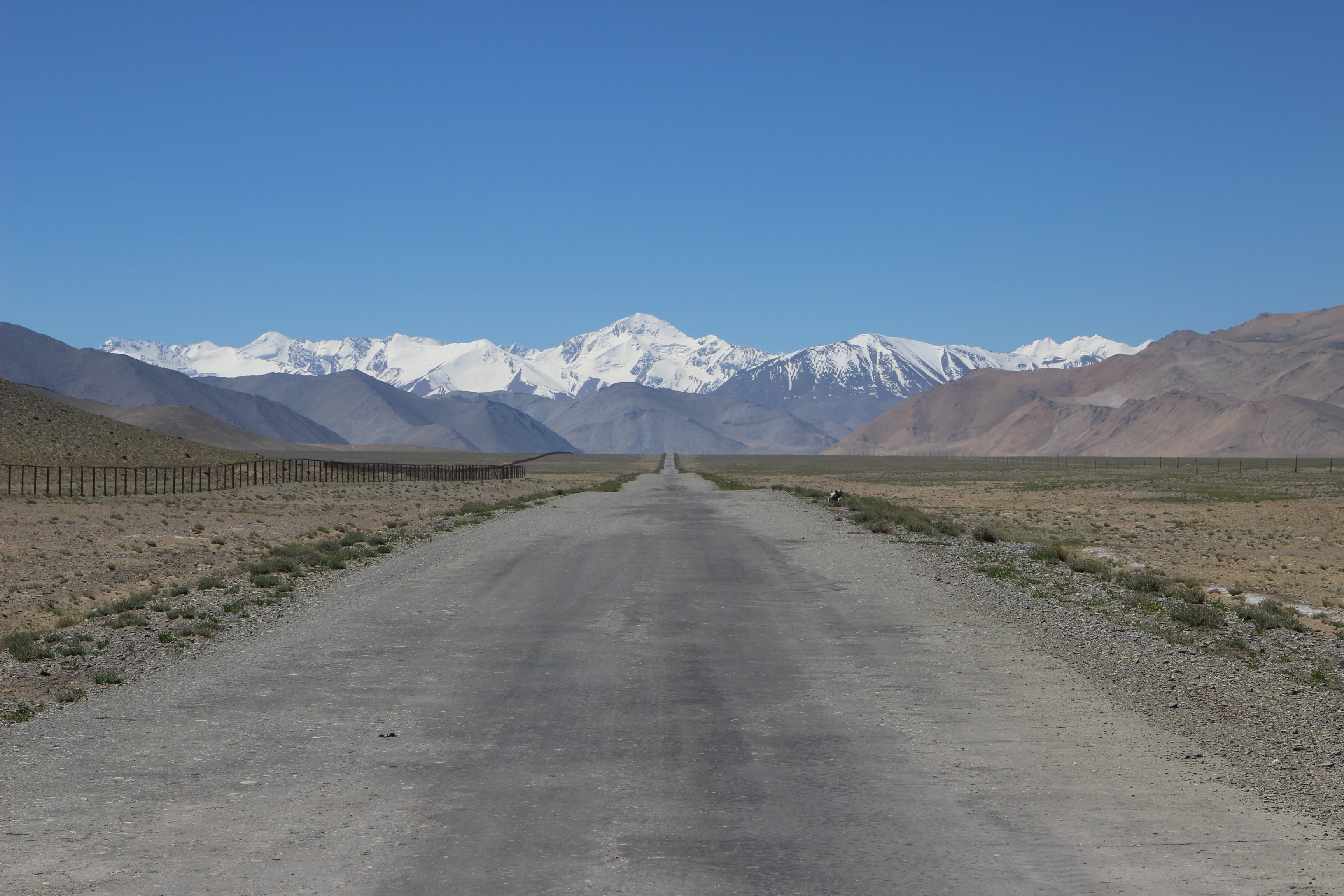
Die Straße in der Nähe des Karakul-Sees

## Verlauf

### Kirgisistan
Die Straße beginnt als Teil der E010 (auch Tian-Shan-Highway) im kirgisischen Karabalta bei Bischkek und führt von dort aus nach Süden über den Töö-Pass. Im Suusamyr-Tal beschreibt sie eine Kurve nach Westen zum Alabel-Pass, bevor sie sich wieder nach Süden wendet und den Toktogul-Stausee bei Toktogul umfährt. Von Kara-Köl bis zur usbekischen Grenze führt die Straße am Naryn entlang. Dann umfährt sie in einem weiten Bogen den usbekischen Teil des Ferganatals bis nach Osch, wo sie in die entgegengesetzte Richtung weiterführt und Teil des Pamir Highways wird. Sie durchquert schließlich das Alai-Tal, um zum Kyzyl-Art-Pass zu gelangen.

### Tadschikistan
In Tadschikistan führt die Straße östlich am Karaköl-See vorbei und dann überquert die M41 den Ak-Baital-Pass, der mit 4655 Metern den höchsten Punkt darstellt. Schließlich erreicht die Straße ihren Endpunkt in Chorugh. (laut einigen Quellen führt sie weiter nach Termiz in Usbekistan)